# Yours Truly (álbum de Ariana Grande)
Yours Truly é o álbum de estreia da cantora e compositora estadunidense Ariana Grande, lançado em 3 de setembro de 2013 através da Republic Records. Inicialmente denominado Daydreamin', o disco foi desenvolvido desde meados de 2011, com a produção de Harmony Samuels, Babyface, entre outros. Foi influenciado por Whitney Houston, Amy Winehouse, Christina Aguilera e Mariah Carey, entre outros dos ídolos de Grande que descreve a primeira metade do álbum como um "retrocesso" para a música R&B dos anos 1990, e na segunda metade sendo "muito único e muito especial que eu tenho a sorte de escrita" e que é completamente original.
No primeiro trimestre de 2013 a artista lançou o primeiro single da obra, "The Way", em parceria com Mac Miller.A faixa atingiu o 9º lugar na Billboard Hot 100 e foi certificada com 3x disco de platina pela Recording Industry Association of America (RIAA). Em 22 de julho do mesmo ano foi lançado o segundo compacto do material, "Baby I" que alcançou o 21º lugar na  Billboard Hot 100."O terceiro e último single Right There, com Big Sean foi lançado em 06 de agosto de 2013 e chegou ao número 84 na Billboard Hot 100.
Yours Truly estreou em #1 na Billboard 200 vendendo 138 mil cópias em sua primeira semana apenas no Estados Unidos. Grande se tornou a primeira artista feminina a ter seu disco de estréia, na posição de pico desde de "Animal"  por Kesha em janeiro de 2010, e a artista feminina XV geral. Internacionalmente,  alcançou o top 10  na Austrália, Canadá, Dinamarca, Irlanda, Japão, Holanda e Reino Unido.

## Antecedentes e desenvolvimento
Yours Truly é o resultado de três anos de trabalho. O projeto passou por mudanças conceituais e significativas durante todo esse tempo. Grande começou a trabalhar no álbum, enquanto ela estava filmando Victorious e formalmente começou a trabalhar nele com uma gravadora depois que ela assinou contrato com a Republic Records em 10 de agosto de 2011. O repertório do CD lançado em setembro de 2013 é completamente diferente do que estava sendo planejado desde meados de 2011.
Em várias entrevistas Ariana revelou que iria lançar dois singles antes do lançamento do álbum, sendo "Put Your Hearts Up" e "Do You Love Me". A última vazou em 3 de dezembro de 2012 e acabou sendo descartada.
Em 2012, Ariana se reuniu com os produtores da Republic Records e manifestou sua insatisfação com os rumos que o álbum estava tomando. Em várias entrevistas durante 2013, ela admitiu que seu primeiro single "Put Your Hearts Up" não é o tipo de música que ela realmente quer fazer. Depois de dizer o que realmente esperava de seu álbum, praticamente todas as músicas antigas que seriam gravadas foram excluídas, exceto "Daydreamin", "Tattooed Heart" e "Honeymoon Avenue".
Em uma entrevista concedida ao site "She Knows", Grande foi questionada sobre o que os fãs poderiam esperar de seu disco de estreia. Ela deu a seguinte resposta:
"Eles podem esperar bastante sinceridade. Elas (as músicas) costumavam ser parte das páginas do meu diário, mas ao invés de continuar escrevendo em um diário comecei a escrever canções sobre o que estava acontecendo na minha vida. Então, é tudo muito pessoal.  Trata-se de um retorno ao motown e algo pop ao mesmo tempo, então possui uma inspiração no anos 50 e 60 mesclada a música atual".
Foram citados como influência para o material artistas como Amy Winehouse, Mariah Carey, Whitney Houston, Alicia Keys, Nelly Furtado, Fergie, Katy Perry, Madonna e Mary J. Blige. Scooter Braun, empresário da artista, afirmou que o álbum possui "incríveis baladas" e definiu-o como "divertido".
Inicialmente o álbum se chamaria Daydreamin', porém a própria Ariana Grande mudou o nome para "Yours Truly", pois ela achava que seria mais condizente com o tema que o álbum queria transmitir.

## Lançamento e promoção
Para promover seu single de estreia "The Way", que fez sua estreia no programa On Air with Ryan Seacrest no dia 25 de março de 2013, Ariana  visitou várias estações de rádio americana, e performou em alguns programas televisionados como o The Ellen DeGeneres Show e Late Night with Jimmy Fallon.
Grande entrou em uma turnê promocional, sendo a sua primeira turnê solo para promover o álbum, intitulada The Listening Sessions. A pré-venda dos ingressos foi colocado à venda na quinta-feira 18 de julho. Em 01 de agosto de 2013, Grande revelou a capa oficial de Yours Truly, que a apresenta em pé sob um foco de luz em uma imagem em preto e branco. Em 7 de agosto de 2013, Grande revelou a tracklist oficial, e colocou o álbum em pré-venda. Isso levou à contagem regressiva no iTunes por meio de alguns singles promocionais, começando com "Right There", com Big Sean.

## Singles
"The Way" foi o primeiro single selecionado por Grande para promover Yours Truly. A canção foi enviada às rádios em 25 de março de 2013 e as lojas digitais no dia seguinte, chegando ao topo da iTunes Store menos de 8 horas após seu lançamento. Nos Estados Unidos, atingiu o 9º lugar da Billboard Hot 100, o 13º da Billboard Pop Songs e vendeu mais de 1 milhão de unidades digitais no pais, sendo certificada com um disco de platina pela Recording Industry Association of America (RIAA). Nos mercados internacionais teve um desempenho regular, registrando entradas no top 50 de países da Europa e Oceania. Um dos melhores desempenhos foi registrado nos Países Baixos, onde atingiu o 22º posto da parada oficial. O single já acumula mais de 2,5 milhões de cópias em todo mundo.
"Baby I" foi lançada como o segundo compacto de promoção do disco em 22 de julho de 2013. Estreou na 21ª colocação da Billboard Hot 100 com vendas de mais de 141 mil unidades. Também debutou nas paradas do Canadá e Países Baixos.
"Right There" foi lançada como um terceiro single do album em 6 de agosto de 2013. A canção estreou na Billboard Hot 100 na posição 84 e na Digital Songs em 21. "Right There" conta com participação do rapper americano Big Sean. Em 10 de setembro a canção foi enviada para as rádios Rhythmic contemporary.

### Outras canções
"Almost is Never Enough" foi lançada como o primeiro single promocional do álbum, e o single principal da trilha sonora do filme Os Instrumentos Mortais: Cidade dos Ossos. Um videoclipe da canção foi lançado 9 de agosto de 2013 para promover o filme. A canção é dueto com cantor britânico Nathan Sykes, membro da banda The Wanted.
"Popular Song" é uma canção que Ariana Grande participou na música do cantor Mika, apesar de não ser um single do álbum dela, se tornou um single de sucesso do cantor,com o sucesso de vendas de música ela foi incluída posteriormente no álbum. O clipe foi lançado no dia 2 de abril de 2013.
"Pink Champagne" é uma canção que faria parte da  tracklist do album, porem foi retirada por motivos desconhecidos.Grande a divulgou a canção com um video no Twitter.

## Divulgação

### The Listening Sessions
O lançamento do álbum foi precedido pela participação de Grande como ato de abertura da Believe Tour, do canadense Justin Bieber e por sua primeira turnê solo, a The Listening Sessions. Nos dias 7, 8 e 10 de agosto a cantora participou da turnê de Bieber juntamente com Cody Simpson. Logo em seguida ela deu início a sua própria digressão, que foi caracterizada por shows em locais menores, com capacidade limitada. As apresentações foram feitas inicialmente apenas na América do Norte. Segundo Grande, a turnê serviu como uma forma de apresentar as canções do Yours Truly ao público antes de seu lançamento.

### Repertório
1. "Honeymoon Avenue"
2. "Baby I"
3. "Right There"
4. "Tattooed Heart"
5. "Lovin' It"
6. "Piano"
7. "Daydreamin'"
8. "The Way"
9. "You'll Never Know"
10. "Almost Is Never Enough"
11. "Popular Song"
12. "Better Left Unsaid"

### Datas e locais
| Data                   | Cidade        | País           | Local                      |
| ---------------------- | ------------- | -------------- | -------------------------- |
| América do Norte       |               |                |                            |
| 13 de agosto de 2013   | Silver Spring | Estados Unidos | The Fillmore Silver Spring |
| 14 de agosto de 2013   | Nova York     | Estados Unidos | Best Buy Theater           |
| 16 de agosto de 2013   | Filadélfia    | Estados Unidos | Electric Factory           |
| 17 de agosto de 2013   | Red Bank      | Estados Unidos | Count Basie Theatre        |
| 18 de agosto de 2013   | Lowell        | Estados Unidos | Lowell Memorial Auditorium |
| 27 de agosto de 2013   | Toronto       | Canadá         | Sound Academy              |
| 28 de agosto de 2013   | Royal Oak     | Estados Unidos | Royal Oak Music Theatre    |
| 29 de agosto de 2013   | Rosemont      | Estados Unidos | Rosemont Theatre           |
| 31 de agosto de 2013   | Kansas City   | Estados Unidos | Midland Theatre            |
| 9 de setembro de 2013  | Los Angeles   | Estados Unidos | Club Nokia                 |
| 22 de setembro de 2013 | New Albany    | Estados Unidos | New Albany Classic         |

## Alinhamento de faixas
| Yours Truly — Edição padrão |                                             | |                                                               |         |  |
| N.º                         | Título                                      | Compositor(es) | Produtor(es)                                                  | Duração |  |
| 1.                          | "Honeymoon Avenue"                          | Khristopher Riddick-Tynes Leon Thomas III Antonio Dixon Kenneth "Babyface" Edmonds Thomas Lee Brown Travis Sayles Victoria McCants Roahn Hylton Dennis "Aganee" Jenkins Maurice Wade | Edmonds Dixon The Rascals Brown Matt Squire Sayles            | 5:39    |  |
| 2.                          | "Baby I"                                    | Edmonds Dixon Patrick "J. Que" Smith | Edmonds Smith                                                 | 3:17    |  |
| 3.                          | "Right There" (com Big Sean)                | Ariana Grande Harmony Samuels Helen "Carmen Reece" Culver J. "Lonny" Bereal James "J-Doe" Smith Al Sherrod Lambert Sean Anderson Jeff Lorber                                         | Samuels Jo Blaq                                               | 4:07    |  |
| 4.                          | "Tattooed Heart"                            | Grande Riddick-Tynes Thomas III Dixon Edmonds Squire Sean Foreman | Edmonds Dixon The Rascals Squire Nathaniel Motte              | 3:14    |  |
| 5.                          | "Lovin' It"                                 | Riddick-Tynes Thomas III Ricky "SlikkMuzik" Offord Dixon Edmonds Mark Morales Kirk S. Robinson Nathaniel V Robinson Mark Rooney                                                      | Edmonds Dixon The Rascals Offord                              | 3:00    |  |
| 6.                          | "Piano"                                     | Grande H. Samuels Jahmaal Noel Fyffe Parker Ighile Anisa Modhaddam Moses Ayo Samuels Olaniyi Michael Akinkunmi                                                                       | H. Samuels Mo-Keyz Mikey Jo Blaq                              | 3:54    |  |
| 7.                          | "Daydreamin'"                               | Squire Brown McCants | Squire Bown                                                   | 3:31    |  |
| 8.                          | "The Way" (com Mac Miller)                  | H. Samuels Amber Streeter Lambert Jordin Sparks Malcolm McCornick Brenda Russell | H. Samuels Sauce Grande                                       | 3:47    |  |
| 9.                          | "You'll Never Know"                         | Riddick-Tynes Thomas III Edmonds Dixon | Edmonds Dixon The Rascals                                     | 3:34    |  |
| 10.                         | "Almost Is Never Enough" (com Nathan Sykes) | Grande H. Samuels Culver Lambert M. Samuels Akinkunmi | H. Samuels Mo-Keyz Mikey Jo Blaq Reece Talay Riley Mark Asari | 5:28    |  |
| 11.                         | "Popular Song" (Mika com Ariana Grande)     | Mika Priscilla Renea Mathieu Jomphe Stephen Schwartz | Greg Wells Mika Nick Littlemore Jason Nevins                  | 3:20    |  |
| 12.                         | "Better Left Unsaid"                        | Grande H. Samuels Courtney Harrell Lambert M. Samuels Akinkunmi | H. Samuels Mo-Keyz Mikey Jo Blaq Sauce                        | 3:32    |  |
| Duração total:              | Duração total:                              | Duração total: | Duração total:                                                | 46:23   |  |

| Yours Truly — Edição da iTunes Store |                                               |                                                      |                                                      |         |  |
| N.º                                  | Título                                        | Compositor(es)                                       | Produtor(es)                                         | Duração |  |
| 13.                                  | "The Way" (versão spanglish) (com Mac Miller) | H. Samuels Streeter Lambert Sparks McCormick Russell | H. Samuels Sauce Grande Edgar Cortazar Mark Portmann | 3:46    |  |
| Duração total:                       | Duração total:                                | Duração total:                                       | Duração total:                                       | 50:10   |  |

| Yours Truly — Edição comemorativa de 10 anos |                                                   |                                                                                 |                |         |  |
| N.º                                          | Título                                            | Compositor(es)                                                                  | Produtor(es)   | Duração |  |
| 14.                                          | "Honeymoon Avenue" (ao vivo de Londres)           | Riddick-Tynes Thomas III Dixon Edmonds Brown Sayles McCants Hylton Jenkins Wade | Grande Natural | 4:56    |  |
| 15.                                          | "Daydreamin'" (ao vivo de Londres)                | Squire Brown McCants                                                            | Grande Natural | 3:30    |  |
| 16.                                          | "Baby I" (ao vivo de Londres)                     | Edmonds Dixon P. Smith                                                          | Grande Natural | 3:17    |  |
| 17.                                          | "Tattooed Heart" (ao vivo de Londres)             | Grande Riddick-Tynes Thomas III Dixon Edmonds Squire Foreman                    | Grande Natural | 3:14    |  |
| 18.                                          | "Right There" (ao vivo de Londres) (com Big Sean) | Grande H. Samuels Culver Bereal J. Smith Lambert Anderson Lorber                | Grande Natural | 3:17    |  |
| 19.                                          | "The Way" (ao vivo de Londres) (com Mac Miller)   | H. Samuels Streeter Lambert Sparks McCornick Russell                            | Grande Natural | 3:34    |  |
| Duração total:                               | Duração total:                                    | Duração total:                                                                  | Duração total: | 71:58   |  |